# Gran Canaria
Gran Canaria (španska izgovarjava: [ɡɾaŋ kaˈnaɾja]), tudi Veliki Kanarski otok, je tretji največji in drugi najbolj naseljen otok Kanarskih otokov, arhipelag ob atlantski obali severozahodne Afrike in je del Španije. Leta 2023 je imel otok 862.893 prebivalcev, kar predstavlja približno 40 % prebivalstva otočja. Las Palmas de Gran Canaria, eno od dveh glavnih mest otočja in glavno mesto otoka, je največje mesto Kanarskih otokov in deveto mesto Španije.
Gran Canaria je v Atlantskem oceanu v regiji, znani kot Makaronezija, približno 150 kilometrov od severozahodne obale Afrike in približno 1350 km od Evrope. Gran Canaria je s površino 1560 km² in nadmorsko višino 1956 m pri Morro de la Agujereada tretji največji otok v arhipelagu tako po površini kot po nadmorski višini. Gran Canaria je tudi tretji najbolj poseljen otok v Španiji.

## Etimologija
Plinij Starejši je trdil, da je otok dobil ime po psih na otoku, od katerih sta bila dva predstavljena kot darilo Jubi, kralju Mavretanije. To mnenje je sporno, saj ko so Evropejci prispeli na otok, niso našli nobenega psa. Drugi vir je predlagal, da so domorodci jedli ribe kot pasji in to je bil razlog za njegovo ime. Bolj verjetna domneva je, da ime otoka izvira iz ljudstva Canario ali Canarii, ki živi blizu gorovja Atlas. Jean de Béthencourt je otok poimenoval Gran Canaria, saj so bili ljudje na otoku hrabri nasprotniki njegovega osvajanja.

## Zgodovina
V antiki je bila Gran Canaria naseljena s severnoafriškimi Canarii, ki so morda prispeli že leta 500 pred našim štetjem. V srednjem veku, po več kot stoletju evropskih vdorov in poskusov osvajanja, je otok 29. aprila 1483 osvojila kastiljska krona pod kraljico Izabelo I. Osvajanje je uspelo po kampanji, ki je trajala pet let, in je bil pomemben korak k širitvi enotne Španije.
Glavno mesto Las Palmas de Gran Canaria je 24. junija 1478 pod imenom Real de Las Palmas ustanovil Juan Rejón, vodja invazivne kastiljske vojske. Leta 1492 se je Krištof Kolumb zasidral v pristanišču Las Palmas (in nekaj časa preživel na otoku) na svojem prvem potovanju po Ameriki. Las Palmas de Gran Canaria je skupaj s Santa Cruz de Tenerife glavno mesto avtonomne skupnosti Kanarskih otokov. Velik del iberske migracije na otok so sestavljali converso (Jud, ki se je spreobrnil v katolištvo) judovskega porekla.
27. marca 1977 je na letališču Gran Canaria, glavnem letališču na otoku, eksplodirala bomba. Lete so preusmerili na bližnje letališče Tenerife. To je povzročilo katastrofo na letališču Tenerife.

## Geografija
Gran Canaria je v arhipelagu Kanarskih otokov jugovzhodno od otoka Tenerife in zahodno od otoka Fuerteventura. Otok je vulkanskega izvora, večinoma iz razpok. Ima okroglo obliko s premerom približno 50 km in površino 1560 km²). Najvišja nadmorska višina Gran Canarie je 1956 metrov na Morro de la Agujereada, čeprav je bližnji Pico de las Nieves tradicionalno veljal za najvišji vrh otoka. Obala meri 236 km.

## Geologija
Približno 80 % prostornine otoka je nastalo med izbruhi v miocenskem obdobju, pred 14 do 9 milijoni let. To se imenuje 'stari cikel' in ocenjujejo, da je trajal približno 200.000 let in je izpustil približno 1000 km³, večinoma razpokanega alkalnega bazalta. Ta cikel se je nadaljeval z emisijo trahitov, fonolitov in peralkalijskih kamnin. Temu obdobju je sledilo obdobje erozije, ki je trajalo približno 4 milijone let.
Drugi cikel vulkanskih izbruhov, znan kot 'cikel Roque Nublo', je potekal med 4,5 in 3,4 milijoni let. Ta krajši cikel je izpustil približno 100 km³. Večina celinskih vrhov je nastala z erozijo teh materialov. Tudi to obdobje se je začelo z razpoklinskimi bazalti, končalo pa s silovitimi izbruhi piroklastičnih tokov. Nekatere fonolitske lastnosti, kot je Risco Blanco, so se prav tako oblikovale v zadnjih fazah.
Tretji ali nedavni cikel naj bi se začel pred približno 2,8 milijona let in velja za še vedno aktivnega. Zadnji izbruhi naj bi se zgodili pred približno 2000 leti.
Spremembe prostornine in s tem teže otoka so tudi povzročile, da se je otok v erozijskih obdobjih dvignil nad prejšnjo gladino morja in potopil v eruptivnih obdobjih. Nekatere od teh 'fosilnih plaž' je mogoče videti v stenah pečin bolj erodirane severne obale.

## Vegetacija
Do osvajanja je imel otok Gran Canaria obsežne gozdove, nato pa je utrpel obsežno krčenje gozdov zaradi nenehne sečnje, delitve zemljišč in druge intenzivne uporabe. To je zmanjšalo gozdno pokritost na samo 56.000 hektarjev, zaradi česar je otok najbolj izkrčen med Kanarskimi otoki. Vendar pa se je v dvajsetem stoletju začelo pogozdovanje grebena otoka, s čimer se je obnovilo nekaj izgubljene gozdne mase. Velik del vrha otoka je poraščen z gozdom, predvsem zaradi pogozdovanja.

## Upravna delitev
Gran Canaria je v avtonomni skupnosti Kanarskih otokov (Islas Canarias). Leži v provinci Las Palmas, španski provinci, ki jo sestavlja vzhodni del skupnosti Kanarskih otokov. Las Palmas de Gran Canaria je glavno mesto province, eno od dveh glavnih mest Kanarskih otokov skupaj s Santa Cruz de Tenerife.
Otok Gran Canaria je pod oblastjo Cabildo insular de Gran Canaria. Sam otok Gran Canaria je razdeljen na enaindvajset manjših občin.
Na začetku leta 2023 je otok štel 862.893 prebivalcev - od tega 380.863 v glavnem mestu Las Palmas de Gran Canaria. Gran Canaria je drugi najbolj poseljen otok Kanarskih otokov, takoj za Tenerifom.

## Podnebje
Po Köppnovi podnebni klasifikaciji velja, da ima Gran Canaria vroče puščavsko podnebje (BWh) zaradi velikega pomanjkanja padavin. Gran Canaria ima dosledno visoke temperature spomladi, poleti in jeseni ter mile zime. Znan je po svoji bogati raznolikosti mikroklime. Na splošno pa se povprečna dnevna temperatura giblje od 20 °C pozimi do 26 °C poleti. Pozimi je nekaj hladnih noči, vendar nižje temperature pod 10 °C v bližini obale niso znane. V notranjosti je podnebje še vedno blago, v gorskih območjih pa občasno pada mraz ali sneg. Letna količina padavin v povprečju znaša 228 mm, večina pade v hladnejših mesecih, julij, avgust in september pa so običajno brez dežja. Padavine so po otoku neenakomerno porazdeljene, nekatera območja so veliko bolj suha kot druga. Oblačnost in sonce sta v hladnejših mesecih pogosto precej spremenljiva, pozimi pa je lahko včasih tudi več precej oblačnih dni. Poletja so na splošno precej sončna, pri čemer je najbolj priljubljen južni del otoka.

## Kmetijstvo
Kmetijstvo Gran Canaria je edinstveno med Kanarskimi otoki, saj so v njem tradicionalno prevladovali nasadi, med katerimi je bilo veliko žit in sladkornega trsa, ne pa živinoreja. Valeronske jame (kulturno zanimivo arheološko najdišče) v občini Santa María de Guía pričajo o tem, saj so največja predšpanska kolektivna kašča na Kanarskih otokih.

## Turizem
Ta otok imenujejo 'miniaturna celina' zaradi različnih podnebij in raznolike pokrajine, z dolgimi plažami in sipinami belega peska, ki so v nasprotju z zelenimi grapami in slikovitimi vasmi. Tretjina otoka je pod zaščito Unesca kot biosferni rezervat.
Letno število obiskovalcev je bilo leta 2014 3,6 milijona (od tega 450.000 Špancev). Največ turistov obišče južni del otoka. Sever je po navadi hladnejši, jug pa toplejši in sončen. Vzhodna obala otoka je ravna, posejana s plažami, medtem ko je zahodna obala bolj skalnata in gorata.
Otok ima 32 naravnih zavarovanih območij, zlasti podeželski park Nublo, džungla Doramas, soteska Azuaje, Tamadaba, Pino Santo itd.
Na jugu je velik ptičji park, park Palmitos, pa tudi številne skupnosti obalnih letovišč. Letovišča so skoncentrirana v osrednjem vzhodnem delu južne obale na območju Maspalomas, ki vključuje mesta San Agustín, Playa del Inglés in Meloneras. Sipine Maspalomas so med Playa del Inglés ('Angleška plaža') in značilnim svetilnikom Maspalomas iz 19. stoletja. Playa del Ingles je dom Yumbo Centre, ki je bil odprt leta 1982 in ima skoraj 200 trgovin, vključno z bari, restavracijami, kavarnami, modnimi butiki, elektronskimi prodajalnami in trgovinami z nakitom.
V Tarajalillu obstaja aeroklub, od koder se lahko odpravijo na turistične lete nad otokom.
Še bolj proti zahodu vzdolž južne obale, v občini Mogán, sta skupnosti Puerto Rico in Puerto de Mogán, vasi, imenovane 'male Benetke' zaradi številnih kanalov.
Druge znamenitosti vključujejo park Cocodrilos, Roque Nublo (80 m dolg monolit), Cenobio de Valerón z več kot 350 skladiščnimi votlinami, poslikano jamo Galdar, najpomembnejši arheološki park na Kanarskih otokih ali botanične vrtove Jardín Botánico Canario Viera y Clavijo (v Tafira Alta) in Cactualdea (v La Aldea de San Nicolás).
El Dedo de Dios ali 'božji prst' je bil skalnati zvonik, ki je štrlel iz morja v Puerto de las Nieves in je bil prej znamenita znamenitost Kanarskih otokov, dokler ga ni uničila tropska nevihta Delta, ki je prečkala otočje novembra 2005.
Druge znane skalne formacije so El Cura (znana tudi kot El Fraile), Žaba (La Rana), Roque Bentayga, Roque de Gando in Peñón Bermejo. Tradicionalno velja, da je najvišji vrh otoka Pico de las Nieves s 1949 metri; vendar je Morro de la Agujereada višji, na 1956 metrov.
Glavno mesto je Las Palmas de Gran Canaria. Plaža Las Canteras, zaščiteno območje in cona za potapljanje, leži v središču mesta. Las Palmas de Gran Canaria je znan tudi po letnem karnevalu. To je bil prvi postanek odprave Krištofa Kolumba na njegovi poti iz Amerike, spomin na katero sta samostan San Antonio Abad, kjer je pomorščak molil in Casa de Colón. Druge zanimivosti v glavnem mestu so Museo Canario (najpomembnejši arheološki muzej v arhipelagu), stolnica in Plaza del Espíritu Santo. V Terorju je mogoče najti svetišče Virgen del Pino (Bazilika Device bora - špansko Basílica de Nuestra Señora del Pino), zavetnice Gran Canarie. Njen praznik se praznuje 8. septembra.
Mesto Agüimes na vzhodnem delu otoka je bilo skrbno obnovljeno in njegovo mestno jedro, osredotočeno na staro cerkev in miren trg, zdaj spominja na tiho življenje tradicionalnega kanarskega mesta. Okrožje ima tudi nekaj najbolje ohranjenih jamskih bivališč v zaščitenem območju soteske Guayadeque, kjer je celo cerkev vgrajena v gorsko pobočje, obiskovalci pa lahko najdejo številne priljubljene jamske restavracije. Okrožje ima tudi najbolj znano območje potapljanja na otoku: morski rezervat na playa de El Cabrón tik pred mestom Arinaga.
Druga pomembna mesta so Telde, med drugim znano po šolah deskanja v Salinetasu, Vecindario (znotraj občine Santa Lucía de Tirajana) in Gáldar, ki ima pomembno potapljaško cono. V Arucasu je neogotski tempelj, popularno znan kot Arucasova katedrala, pa tudi velika rodovitna ravnica, kjer gojijo banane. V Gáldarju in njegovi okolici je tudi planjava z bananami in nekaj izjemnih arheoloških ostankov, kot je poslikana jama Galdarja ali skladišča cenobio de Valerón, starodavne grobnice (med katerimi je nekropola Maipés) in pristanišče Sardina del Norte (eno od otoških pristanišč, kjer je, tako kot v Las Palmasu, Krištof Kolumb dobival oskrbo za svoje ladje).
Proti zahodu vzdolž južne obale je ribiško mesto Arguineguín v občini Mogán.

## Naravna simbola
Uradna naravna simbola, povezana z otokom Gran Canaria, sta kanarski mastif (Perro de Presa Canario) in kanarski mleček Euphorbia canariensis (Cardón)
- kanarski mastif
- Euphorbia canariensis

## Zavarovana naravna območja
Skoraj polovica otoškega ozemlja — 667 km² (42,7 % otoka) — je pod zaščito Red Canaria de Espacios Naturales Protegidos (Mreža zaščitenih naravnih območij Kanarskih otokov). Od 146 zavarovanih območij pod nadzorom omrežja v arhipelagu Kanarskih otokov jih je skupno 33 na Gran Canarii, drugem najbolj zavarovanem otoku v skupini. Obstaja sedem različnih kategorij zaščite:
1. Šest naravnih rezervatov — El Brezal, Azuaje, Los Tilos de Moya, Los Marteles, Las Dunas de Maspalomas in Güigüi (skupaj 7153,1 ha)
2. Dva integralna naravna rezervata — Inagua in Barranco Oscuro (skupaj 3955,5 ha)
3. Dva naravna parka — Tamadaba in Pilancones (skupaj 13.333 ha)
4. Dva podeželska parka — Nublo in Doramas (skupaj 29.893,4 ha)
5. Deset naravnih spomenikov — Amagro, Bandama, Montañón Negro, Roque de Aguayro, Tauro, Arinaga, Barranco de Guayadeque, Riscos de Tirajana, Roque Nublo in Barranco del Draguillo (skupaj 5264,9 ha)
6. Sedem zavarovanih pokrajin — La Isleta (v glavnem mestu Las Palmas de Gran Canaria), Pino Santo, Tafira, Las Cumbres, Lomo Magullo, Fataga in Montaña de Agüimes (skupaj 12.680,9 ha)
7. Štiri območja znanstvenega pomena — Jinámar, Tufia, Roque de Gando in Juncalillo del Sur (skupaj 276,2 ha).

## Znanost in tehnologija
V 1960-ih je bil otok Gran Canaria izbran za lokacijo ene od 14 zemeljskih postaj v mreži za vesoljske polete s posadko (MSFN) za podporo vesoljskega programa NASA. Postaja Maspalomas, ki stoji na jugu otoka, je sodelovala v številnih vesoljskih misijah, vključno s pristankom Apolla 11 na Luni in Skylabom. Danes še naprej podpira satelitske komunikacije kot del omrežja ESA.